# Усть-Мехреньга
Усть-Мехреньга — деревня в Холмогорском районе Архангельской области.

## География
Находится в центральной части Архангельской области на расстоянии приблизительно 108 км на юг по прямой от административного центра района села Холмогоры на правом берегу реки Мехреньга.

## История
В 1859 году здесь (тогда деревня Холмогорского уезда Архангельской губернии) было учтено 24 двора. В 1939 году отмечалась в составе Плесовского сельсовета Емецкого района. До 2015 года входила в Селецкое сельское поселение, с 2015 по 2022 в Емецкое сельское поселение до его упразднения.

## Население
Численность населения: 159 человек (1859 год), 34 (русские 100 %) в 2002 году, 25 в 2010.